# Jordaniella
Jordaniella är ett släkte av snäckor som beskrevs av Chaster 1898. Jordaniella ingår i familjen Pyramidellidae.
Släktet innehåller bara arten Jordaniella truncatula.